# Psychotria viridis
Espèce
Classification phylogénétique
Psychotria viridis est une plante vivace de la famille des Rubiacées. Elle pousse dans les régions chaudes et tropicales, et est particulièrement présente en Amérique du Sud.
C'est un arbuste ou un petit arbre qui possède de petits fruits rouges et de longues feuilles étroites. Elle est connue pour entrer dans la composition de l'ayahuasca, un breuvage Enthéogène traditionnel de la région amazonienne, cadre dans lequel elle est préparée et consommée en association avec d'autres plantes contenant des IMAO (inhibiteurs de monoamine oxydase). En quechua, Psychotria viridis porte le nom de chacrona, ou chacruna.
Considérée comme sacrée par certains peuples indigènes du bassin amazonien, cette plante est utilisée lors de rites chamaniques.

## Alcaloïdes
Psychotria viridis contient principalement un puissant psychotrope naturel, la DMT, mais aussi des Bêta-carbolines, du N-méthyltryptamine et des phytostérols.
- (en) Cet article est partiellement ou en totalité issu de l’article de Wikipédia en anglais intitulé « Psychotria viridis » (voir la liste des auteurs).